# Zhu Yaming
Zhu Yaming (født 4. maj 1994) er en kinesisk trespringer.
Han repræsenterede Kina under sommer-OL 2020 i Tokyo, hvor han tog sølv i trespring. 